# Бруханський Руслан Феоктистович
Русла́н Феокти́стович Бруха́нський (нар. 2 травня 1974 р. у м. Тернопіль) — український вчений у галузі економіки, доктор економічних наук, професор, академік Академії економічних наук України, Заслужений працівник освіти України, радник податкової служби І рангу, член Федерації аудиторів, бухгалтерів і фінансистів АПК України, сертифікований професійний бухгалтер, сертифікований менеджер з управління проектами, завідувач кафедри обліку та економіко-правового забезпечення агропромислового бізнесу ТНЕУ, голова професійної спілки працівників ТНЕУ.

## Життєпис
Народився 2 травня 1974 р. м. Тернопіль. У 1991 р. закінчив ЗОШ № 20. Тернополя, 1995 р. — Тернопільську академію народного господарства за спеціальністю «Облік і аудит». Стаж наукової діяльності у ТНЕУ — з 1995 р. на посадах стажиста-дослідника, викладача, старшого викладача, доцента, професора, завідувача кафедри, заступника декана. Протягом 2004-2005 рр. — заступник голови Державної податкової адміністрації в Тернопільській області, голова Регіонального комітету з впровадження проектів і програм в Тернопільській області.
У 2001 р. захистив дисертацію на здобуття наукового ступеня кандидата наук на тему: «Організація бухгалтерського обліку в умовах реструктуризації сільськогосподарських підприємств», здобув науковий ступінь кандидата економічних наук за спеціальністю «Бухгалтерський облік, аналіз та аудит».
У 2015 р. захистив дисертацію на здобуття наукового ступеня доктора наук на тему: «Обліково-аналітичне забезпечення стратегічного менеджменту в сільському господарстві: теоретико-методологічні основи», здобув науковий ступінь доктора економічних наук за спеціальністю «Бухгалтерський облік, аналіз та аудит (за видами економічної діяльності)».
Член Федерації аудиторів, бухгалтерів і фінансистів АПК України (з 2003 р.). Радник податкової служби І рангу (з 2004 р.). Сертифікований менеджер (International Project Management Association) з методології управління проектами (з 2004 р.). Член-кореспондент Інженерної академії України (з 2007 р.). Голова професійної спілки працівників ТНЕУ (з 2009 р.). Голова комісії соціального страхування ТНЕУ (з 2009 р.). Член Ради Тернопільської обласної організації профспілки працівників освіти і науки України (з 2010 р.). Член узгоджувальної комісії ТНЕУ (з 2010 р.). Голова комісії Вищої школи Тернопільської ООППОН України (з 2011 р.). Член науково-методичної комісії ТНЕУ з напряму підготовки «Облік і аудит» (з 2013 р.). Сертифікований професійний бухгалтер АПВ (Certified agricultural professional accountant) (з 2014 р.). Член атестаційної комісії ТНЕУ (з 2014 р.). Координатор Програми сертифікації і підвищення кваліфікації бухгалтерів АПВ у Тернопільській області (з 2015 р.). Член Президії Ради Тернопільської ООППОН України (з 2015 р.). Головний редактор Міжнародного наукового журналу «Інститут бухгалтерського обліку, контроль і аналіз в умовах глобалізації» (з 2016 р.). Член редакційної колегії Українського журналу прикладної економіки (з 2016 р.). Рецензент міжнародного наукового журналу «Journal of Management and Training for Industries», Японія (з 2016 р.). Член редакційної колегії міжнародного наукового журналу «The genesis of genius», Швейцарія (з 2016 р.). Академік Академії економічних наук України (з 2016 р.).

## Наукові інтереси
Обліково-аналітичне забезпечення стратегічного менеджменту, облік і аналіз у системі управління.

## Доробок
Автор 290 наукових і навчально-методичних праць, в тому числі 8 монографій; 20 підручників і навчальних посібників, 162 публікацій у журналах і збірниках наукових праць, з них 28 — у зарубіжних; 86 навчально-методичних праць; отримано 3 патенти на винаходи.

### Найважливіші праці
1. Бруханський, Р. Ф. Облік і аналіз у системі стратегічного менеджменту аграрного підприємництва: монографія / Р. Ф. Бруханський. — Т. : ТНЕУ, 2014. — 384 с.
2. Бруханський, Р. Ф. Бухгалтерський облік: підручник / Р. Ф. Бруханський. — Т. : ТНЕУ, 2016. — 480 с.
3. Бруханський, Р. Ф. Побудова методики стратегічного управлінського обліку на підприємствах / Р. Ф. Бруханський // Бухгалтерський облік і аудит. — 2014. — № 9. — С. 27-36.
4. Бруханський, Р. Ф. Методика ведення стратегічного фінансового обліку на підприємствах: інжиніринговий аспект / Р. Ф. Бруханський // Бухгалтерський облік і аудит. — 2014. — № 8. — С. 18-28.
5. Бруханський Р. Ф. Зміна управлінських парадигм як фактор розвитку бухгалтерського обліку: стратегічний аспект / Р. Ф. Бруханський // Облік і фінанси. Науково-виробничий журнал. — 2014 р. — № 3 (65)`2014. — С. 15-20.
6. Бруханський, Р. Ф. Бухгалтерський облік: навч. посіб. / Р. Ф. Бруханський, О. П. Скирпан — Т. : ТНЕУ, 2014. — 444 с.
7. Обліково-аналітичне і організаційно-правове забезпечення діяльності аграрних підприємств: монографія / Р. Ф. Бруханський, М. К. Пархомець, П. Р. Пуцентейло [та ін.]. — Т. : Крок, 2015. — 300 с.
8. Бруханський, Р. Ф. Концепція стратегічного менеджменту та бухгалтерський облік: можливі варіанти взаємозв'язку / Р. Ф. Бруханський // Інноваційна економіка. — 2014. — № 3. — C. 239—243.
9. Бруханський, Р. Ф. Поняття стратегічного управлінського обліку / Р. Ф. Бруханський // Інноваційна економіка. — 2014. — № 4. — С. 310—313.
10. Бруханський, Р. Ф. Система стратегічного фінансового обліку: аналіз сучасного стану і перспективи розвитку / Р. Ф. Бруханський // Бізнес Інформ. Науковий журнал. — 2014. — № 7 (438). — С. 220—225.
11. Бруханський, Р. Ф. Формування системи професійної підготовки бухгалтера-аналітика / Р. Ф. Бруханський, П. Р. Пуцентейло // Інноваційна економіка. — 2016. — № 5-6 (63). — С. 187—198.
12. Бруханський, Р. Ф. Фінансово-облікова проблематика відтворення потенціалу сільськогосподарських підприємств: монографія / Р. Ф. Бруханський, Н. В. Железняк, І. П. Хомин; за наук. ред. Р. Ф. Бруханського. — Т. : ТНЕУ, 2014. — 452 с.

## Відзнаки і нагороди
Нагороджений медаллю «За гідність і патріотизм» (2015 р.), орденом «За розбудову України» (2016 р.), Нагрудним знаком «Заслужений працівник профспілки працівників освіти і науки України» (2016 р.), Указом Президента України № 338/2016 присвоєно почесне звання «Заслужений працівник освіти України». Протягом професійної діяльності відзначений 33 дипломами, сертифікатами, подяками і грамотами міжнародного, національного і регіонального рівнів.